# Галян, Србуи
Србуи Оганесовна Галян (арм. Սրբուհի Հովհաննեսի Գալյան; род. 5 мая 1992, Ереван) — армянский юрист и государственный деятель. Министр юстиции Армении с 5 ноября 2024 года.

## Биография
Родилась 5 мая 1992 года в Ереване, столице Армении.
В 2008 году поступила на юридический факультет Ереванского государственного университета. В 2012 году получила степень бакалавра, в 2014 году — степень магистра, затем поступила в аспирантуру. Также в 2016—2017 годах училась в Школе адвокатов Республики Армения, действующей в качестве фонда, обучение в которой обязательно для входа в профессию адвоката.
В 2014—2015 годах работала младшим юристом в ЗАО «К-Телеком» (сотовом операторе Viva).
С 2015 года преподаёт в Ереванском государственном университете, с 2016 года — в Академии юстиции, в 2019—2020 годах — в Учебном центре Комитета государственных доходов при правительстве, в 2020—2021 годах в Образовательном комплексе полиции Армении. Автор 4 научных статей и соавтор учебного пособия.
С 2015 года работала в Специальной следственной службе, созданной в 2007 году и расформированной в 2021 году, сначала главным специалистом отдела по разработке методики организации, совершенствования и рассмотрения следственных работ, затем — главным специалистом отдела правового обеспечения. С 2018 года — начальник отдела правового обеспечения, с марта по июль 2019 года — начальник отдела правового обеспечения и внешних связей.
В 2019 году назначена заместителем министра юстиции Армении в однопартийном правительстве под руководством премьер-министра Никола Пашиняна.
В 2020 году назначена заместителем Генерального прокурора Армении, координирующим область функций, направленных на взыскание имущества незаконного происхождения.
5 ноября 2024 года назначена министром юстиции в однопартийном правительстве под руководством премьер-министра Никола Пашиняна, сменила ушедшего в отставку Григора Минасяна, который занимал пост с декабря 2022 года.
Помимо родного армянского, владеет английским и русским языками.

## Личная жизнь
Имеет одну дочь.